# Ширококрылые камышевки
Ширококрылые камы́шевки (лат. Cettiidae) — семейство насекомоядных птиц из отряда воробьинообразных (Passeriformes).

## Классификация
В состав семейства включают 8 родов с 31 видом:
- Abroscopus — 3 вида
- Cettia — Короткокрылые камышовки — 4 вида
- Hemitesia — 2 вида
- Horornis — 12 видов
- Phyllergates — 2 вида
- Tesia — Тезии — 4 вида
- Tickellia — Ширококлювые расписные пеночки — 1 вид
- Urosphena — Короткохвостки — 3 вида